# Nicolas Bernard Guiot de Lacour
Nicolas Bernard Guiot de Lacour (* 25. Januar 1771 in Carignan; † 28. Juli 1809 bei Gundersdorf) war ein französischer Général de division der Infanterie und der Kavallerie. 

## Leben
1787 trat Guiot de Lacour als Kadett in die königliche Armee ein. Er konnte sich schon sehr bald durch Tapferkeit auszeichnen und wurde auch schnell befördert. Bereits im Ersten Koalitionskrieg kämpfte er unter Führung von Marschall André Masséna in Italien in der Schlacht bei Mondovi (20./22. April 1796) und bei der Belagerung von Mantua (1796–1797) (Juni 1796/Februar 1797). 
Nach weiteren Beförderungen kämpfte Guiot de Lacour in der Schlacht bei Ostrach (21. März 1799) und in der Schlacht bei Stockach (25. März 1799). Seine Brigade geriet am 1. Oktober 1799 während der Schlacht im Muotatal in einen Kessel der russischen Suworow-Armee und damit in russische Gefangenschaft.
Als Napoleon 1802 ein Expeditionsheer nach Saint-Domingue (Hispaniola) zusammenstellte, meldete sich Guiot de Lacour freiwillig. Zusammen u. a. mit Pierre-Alexandre d’Arriule, Philibert Fressinet Gabriel de Hédouville und Pierre Quantin kämpfte er unter Führung von General Charles Leclerc d’Ostin gegen die Aufständischen unter Toussaint Louverture. Dieser Feldzug scheiterte und nach dem Tod Leclerc d’Ostins kam Guiot de Lacour 1803 wieder nach Frankreich zurück.  
Guiot de Lacour führte ein eigenes Kommando bei Caldiero (29./31. Oktober 1805) und Valvasone (11. November 1805) und nahm an der Belagerung von Gaeta (Februar/Juli 1806) teil. 
Er kämpfte vor Abensberg (19./20. April 1809), Landshut (April 1809), Eggmühl (22. April 1809) und Aspern (21./22. Mai 1809). In der Schlacht bei Wagram (5./6. Juli 1809) wurde Guiot de Lacour sehr schwer verwundet und verstarb drei Wochen später im Militärlazarett bei Gundersdorf am 28. Juli 1809.

## Ehrungen

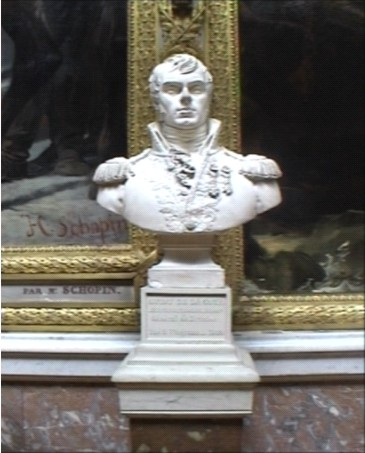
Büste in der Schlachtengalerie des Schloss Versailles

- 14. Juni 1804 Commandeur der Ehrenlegion
- 29. Juni 1808 Baron de l’Émpire
- Sein Name findet sich am östlichen Pfeiler (11. Spalte) des Triumphbogens am Place Charles-de-Gaulle (Paris).
- Für die Schlachtengalerie (Prinzenflügel) im Schloss Versailles schuf der Bildhauer Jean-Baptiste Debay (1802–1862) eine Büste von General Guiot de Lacour.